# إسماعيل الحمادي
إسماعيل الحمادي (مواليد 1 يوليو 1988)، لاعب كرة قدم إماراتي. يلعب حاليًا لفريق نادي الحمرية ومنتخب الإمارات العربية المتحدة لكرة القدم ومثلهم في دورة الألعاب الأولمبية الصيفية 2012.

## وصلات خارجية
- إسماعيل الحمادي على موقع الاتحاد الدولي (مؤرشف)  (الإنجليزية)
- إسماعيل الحمادي على موقع قاعدة بيانات كرة القدم.إي يو (الإنجليزية)
- إسماعيل الحمادي على موقع ناشيونال فوتبول تيمز (الإنجليزية)
- إسماعيل الحمادي على موقع Soccerway.com (الإنجليزية)
- إسماعيل الحمادي على موقع عالم كرة القدم.نت (الإنجليزية)
- إسماعيل الحمادي على موقع أوليمبيديا (الإنجليزية)